# Partido Restauración Nacional
Der Partido Restauración Nacional (Partei des Nationalen Wiederaufbaus) ist eine Partei der christlichen Rechten in Costa Rica.

## Geschichte
Die Partei wurde 2005 gegründet. Zu den Gründungsmitgliedern gehörten vorwiegend Dissidenten der ehemaligen christlichen Partei Partido Renovación Costarricense (Costa-ricanische Erneuerungspartei), die 1995 gegründet wurde. Präsident der Partei ist Carlos Luis Avendaño Calvo. Bei der Parlamentswahl in Costa Rica 2018 erreichte die Partei erstmals einen beachtlichen Wahlerfolg. Sie erzielte 18,11 Prozent der Stimmen und 14 Abgeordnete in der 57 Mandate zählenden Legislativversammlung von Costa Rica. In den vorhergehenden Wahlen erreichte sie jeweils bei den Parlamentswahlen von 2006, 2010 und 2014 hatte sie PRN nur einen Abgeordnetensitz im Parlament.
Im Jahr 2018 erreichte ihr Spitzenkandidat, der Fernsehprediger Alvarado Muñoz, 39,21 % der Stimmen in der Stichwahl gegen Carlos Alvarado Quesada. Das unerwartet starke Abschneiden des Predigers wurde unter anderem mit der engen Verbindung zu dem fundamentalistischen Fernsehsender Enlace begründet, so war Ivonne Acuña Cabrera, die Tochter eines bekannten und einflussreichen Enlace-Predigers, als Vizepräsidentschaftskandidatin nominiert. Munoz' gutes Abschneiden lässt sich aber auch in den Kontext des wachsenden Einflusses evangelikaler Christen in Lateinamerika einordnen, deren Aktivitäten in Politik und Parlamenten auf dem ganzen Kontinent zunehmen.
Der PRN steht den evangelikalen Christen des Landes nah und versteht sich als deren politischer Arm. Ihr Wahlerfolg wird mit ihrer strikten Ablehnung der gesetzlichen Anerkennung von gleichgeschlechtlichen Partnerschaften erklärt.